# Sääsküla
Sääsküla est un village de la Commune d'Ambla dans le Comté de Järva en Estonie. Au 1er janvier 2012, le village compte 82 habitants.
Anton Hansen Tammsaare a fréquenté l’école primaire de Sääsküla.